# Wilhelm Hauff
Wilhelm Hauff (29. listopadu 1802, Stuttgart – 18. listopadu 1827, tamtéž) byl německý romantický spisovatel, jehož tři almanachy autorských pohádek z let 1825–1827 patří k trvalým hodnotám světové literatury.

## Život
Wilhelm Hauff se narodil roku 1802 ve Stuttgartu. Po smrti svého otce roku 1809 žil se svou matkou a třemi sourozenci u svého dědečka v Tübingenu, kde se samovzdělával v jeho knihovně. Od roku 1817 studoval na klášterní škole v Blaubeurenu a od roku 1820 teologii a filozofii na tübingenské univerzitě, kde byl členem studentského nacionalistického spolku Tübinger Burschenschaft Germania. Roku 1824 se stal ve Stuttgartu domácím učitelem v rodině württemberského ministra války Ernsta Eugena Freiherra von Hügela. V té době začal psát fantastické povídky a pohádky, jejichž náměty nacházel ve starých bájích, pověstech a v orientálních Pohádkách tisíce a jedné noci, které pak vydal ve třech svazcích Pohádkového almanachu pro syny a dcery vzdělaných stavů. V každém almanachu jsou pohádky pospojovány pomocí tzv. rámcového příběhu v jeden celek a almanachy jsou také podle tohoto příběhu pojmenovány – Karavana (1825), Šejk z Alexandrie a jeho otroci (1826) a Hospoda ve Spessartu (1827).
Po návratu z velké studijní cesty po Francii, Flandrech a Německu roku 1826 začal Hauff pracovat jako vedoucí redaktor beletristických částí novin Morgenblatt für gebildete Stände. Roku 1827 se oženil se svou sestřenicí Luise a těsně před smrtí se dočkal narození dcery Wilhelmine.
Wilhelm Hauff zemřel roku 1827 ve Stuttgartu v pětadvaceti letech na tyfus.

## Dílo

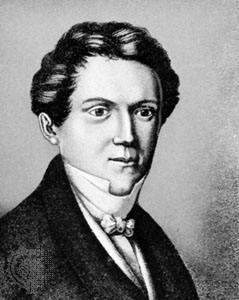
Wilhelm Hauff

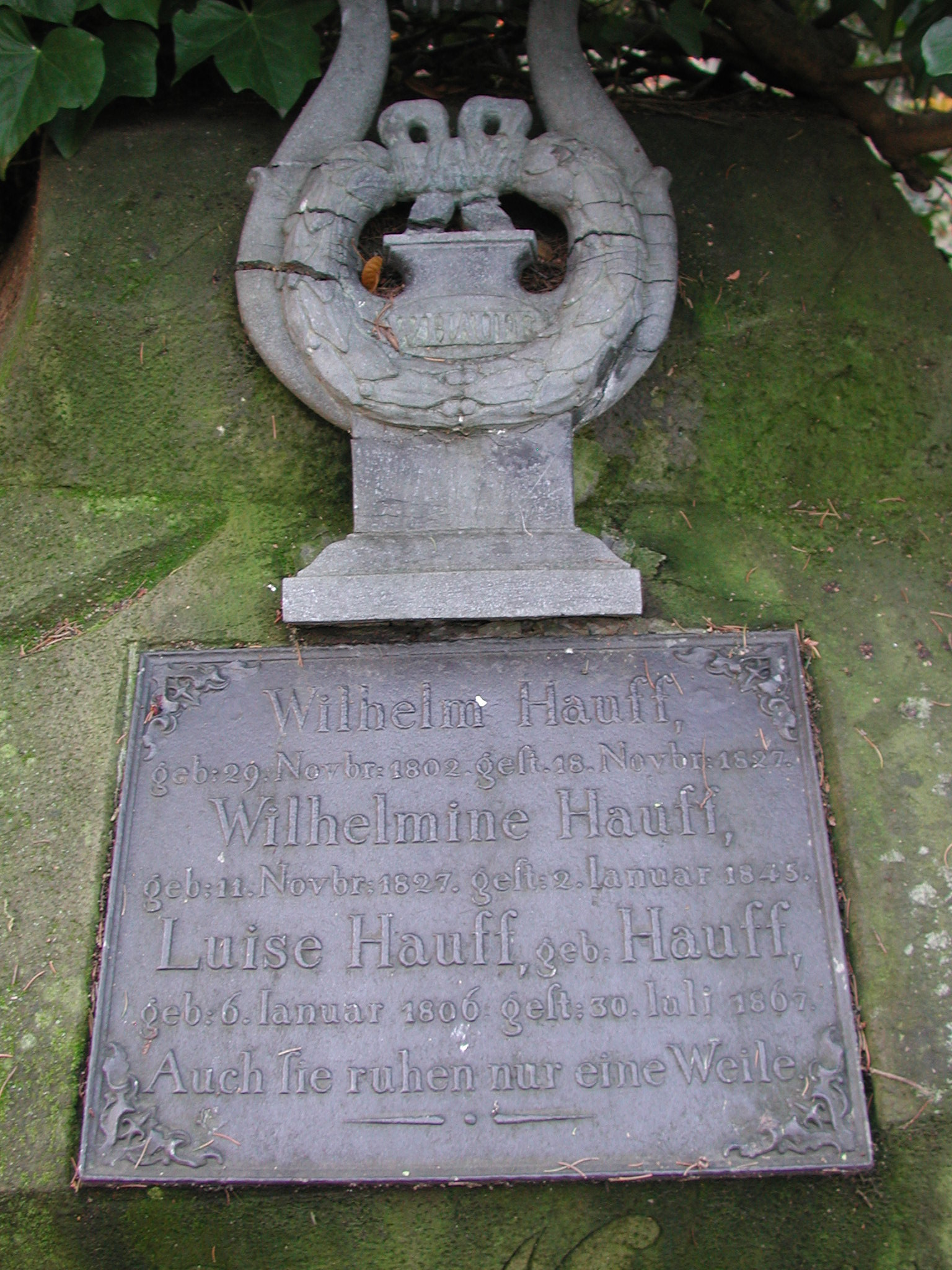
Hrob Wilhelma Hauffa ve Stuttgartu

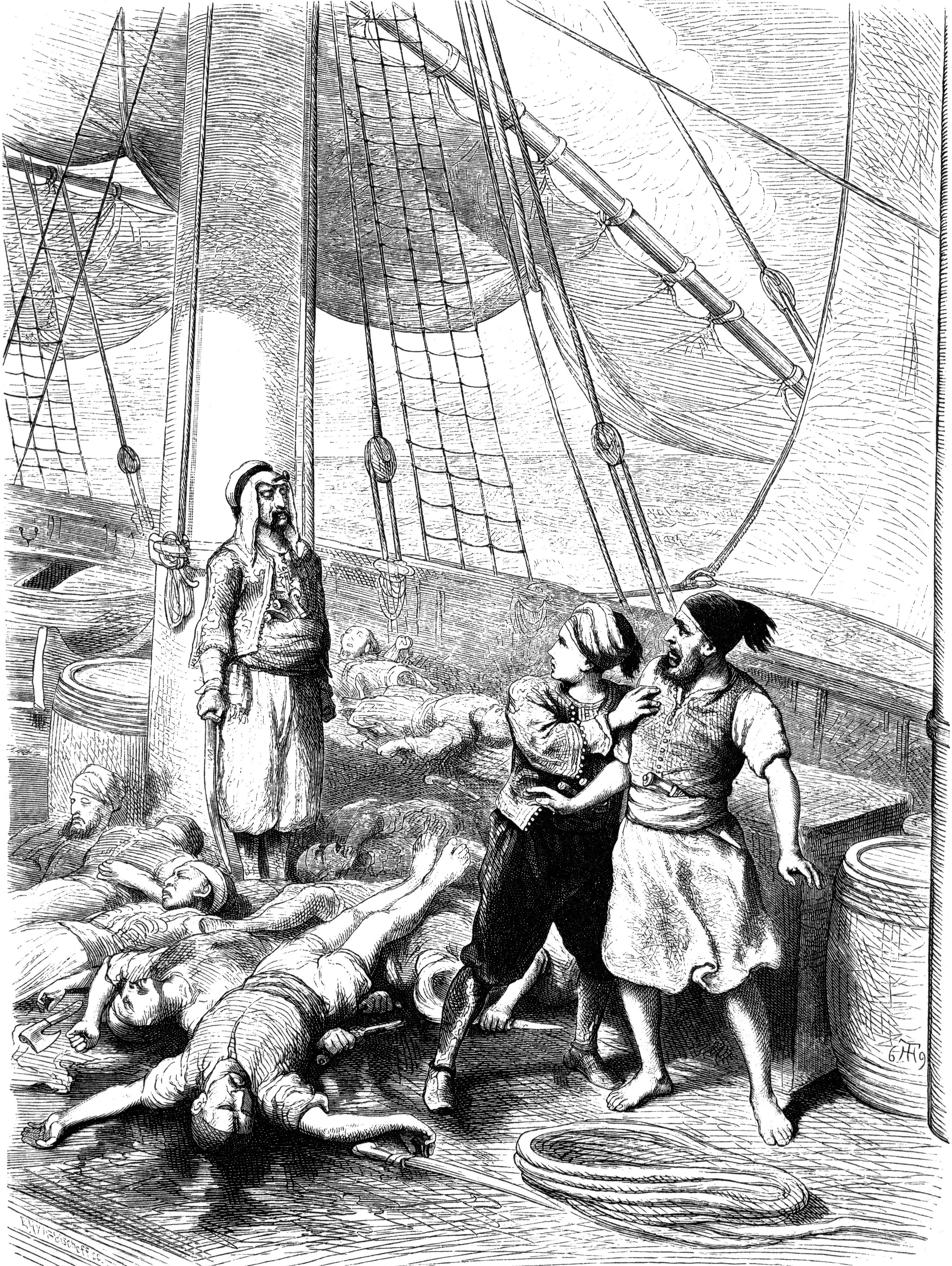
Klasická ilustrace k pohádce Příběh o strašidelné lodi.

- Vojenské a lidové písně (1824, Kriegs- und Volkslieder), antologie, kterou Hauff editoval a do níž zahrnul i svá vlastní lyrická díla, z nichž mnohá znárodněla.
- Pohádkový almanach pro syny a dcery vzdělaných stavů na rok 1826 (1825, Märchenalmanach auf das Jahr 1826 für Söhne und Töchter gebildeter Stände), první ze tří Hauffových pohádkových almanachů, pojmenovaný podle svého rámcového příběhu Karavana (Die Karawane), neboť příběhy si v něm vyprávějí členové karavany kupců vracejících se z Mekky. Almanach obsahuje tyto pohádky:
  - Příběh o kalifu čápovi (Die Geschichte vom Kalif Storch)
  - Příběh o strašidelné lodi (Die Geschichte von dem Gespensterschiff),
  - Příběh o uťaté ruce (Die Geschichte von der abgehauenen Hand),
  - Osvobození Fátimy (Die Errettung Fatmes),
  - Příběh o malém Mukovi (Die Geschichte von dem kleinen Muck),
  - Pohádka o nepravém princi (Das Märchen vom falschen Prinzen), někdy též jako Labakan.
- Muž na Měsíci aneb Přitažlivost srdcí je hlas osudu (1825, Der Mann im Monde oder Der Zug des Herzens ist des Schicksals Stimme ), parodie vydána pod jménem Heinricha Claurena (1771–1854), což byl autor triviální literatury, na něhož Hauff rovněž zaútočil sarkastickým pamfletem Controvers-Predigt über H. Clauren und den Mann im Monde (1826).
- Paměti Satanovy (1825–1826, Mitteilungen aus den Memoiren des Satan), anonymně vydaná satira, dva svazky,
- Pohádkový almanach pro syny a dcery vzdělaných stavů na rok 1827 (1826, Märchenalmanach auf das Jahr 1827 für Söhne und Töchter gebildeter Stände), druhý ze tří Hauffových pohádkových almanachů, pojmenovaný podle svého rámcového příběhu Šejk z Alexandrie a jeho otroci (Der Scheich von Alessandria und seine Sklaven). V tomto almanachu si šejk nechává vyprávět příběhy od svých otroků, které chce propustit na svobodu, neboť se domnívá, že je mezi nimi jeho kdysi zajatý a unesený syn. Kromě Hauffových pohádek byly v almanachu otištěny i čtyři příběhy od jiných autorů, například od Wilhelma Grimma. Almanach obsahuje tyto Hauffovy pohádky:
  - Trpaslík Nos (Der Zwerg Nase),
  - Abner, žid, který nic nevěděl (Abner, der Jude, der nichts gesehen hat),
  - Člověk-opice (Der Affe als Mensch), někdy též jako Mladý Angličan (Der junge Engländer),
  - Osudy Almansorovy (Die Geschichte Almansors).
- Lichtenstein, romantická pověst z württemberských dějin (1826, Lichtenstein, eine romantische Sage aus der württembergischen Geschichte), rytířský román svědčící o vlivu Waltera Scotta (jde o jeden z prvních německých historických románů),
- Pohádkový almanach pro syny a dcery vzdělaných stavů na rok 1828 (1827, Märchenalmanach auf das Jahr 1828 für Söhne und Töchter gebildeter Stände), poslední ze tří Hauffových pohádkových almanachů, pojmenovaný podle svého rámcového příběhu Hospoda ve Spessartu (Das Wirtshaus im Spessart). Almanach obsahuje tyto pohádky:
  - Pověst o jelení zlatce (Die Sage vom Hirschgulden),
  - Chladné srdce (Das kalte Herz), dvě části,
  - Saidovy osudy (Saids Schicksale),
  - Steenfollská jeskyně (Die Höhle von Steenfoll).
- Fantazírování v brémském radničním sklípku, podzimní dar pro přátele vína (1827, Phantasien im Bremer Ratskeller, ein Herbstgeschenk für Freunde des Weines), sbírka novel podávající groteskně i kriticky laděný obraz tehdejších poměrů.
- Novely (1828, Novellen), posmrtně vydaná sbírka dalších Hauffových novel, obsahující tyto tituly:
  - Othello (1826),
  - Pěvkyně (1826, Die Sängerin),
  - Žebračka na Pont des Arts, (1827, Die Bettlerin vom Pont des Arts),
  - Poslední rytíř z Marienburgu (1827, Der letzten Ritter von Marienburg),
  - Žid Süss (1827, Jud Süß).
- Obraz císaře (1828, Das Bild des Kaisers), posmrtně vydaná novela.

## Filmové adaptace
- Žebračka od svaté Marie (1916, Die Bettlerin von St. Marien), Německo, režie Alfred Halm, němý film,
- Muž na Měsíci (1918, Der Mann im Monde), Německo, režie Robert Leffler, němý film,
- Othello (1918), Německo, režie Max Mack, němý film,
- O kalifu čápovi (1923, Kalif Storch), Německo, režie Ewald Mathias Schumacher, animovaný němý film,
- Hospoda ve Spessartu (1923, Das Wirtshaus im Spessart), Německo, režie Adolf Wenter, němý film,
- Žid Süss (1940, Jud Süß), Německo, režie Veit Harlan, štvavý nacistický film zneužívající motivy z Hauffovy novely a z románu Liona Feuchtwangera.
- Malý Muk (1944, Der Kleine Muck), Německo, režie Franz Fiedler,
- Chladné srdce (1950, Das Kalte Herz), Německá demokratická republika, režie Paul Verhoeven,
- Trpaslík Nos (1952, Der Zwerg Nase), Německo, režie Francesco Stefani,
- Malý Muk (1953, Die Geschichte von dem kleinen Muck), Německá demokratická republika, režie Wolfgang Staudte,
- Legenda o ledovém srdci (1957, Легенда о ледяном сердце), Sovětský svaz, režie Eldar Šengelaja,
- Labakan (1957), Československo, režie Václav Krška, podle Pohádky o nepravém princi, v hlavní roli Eduard Cupák,
- Pantofle Abu Kasema (1957, Abu Kasems Pantoffeln), Německo, režie Gustav Rudolf Sellner, televizní film na motivy Příběhu o malém Mukovi,
- Hospoda ve Spessartu (1958, Das Wirtshaus im Spessart), Německo, režie Kurt Hoffmann, hudební komedie na motivy Hauffových příběhů, v hlavní roli Liselotte Pulverová,
- Mladý Angličan (1958, Das Stacheltier: Der junge Engländer), Německá demokratická republika, režie Gottfried Kolditz,
- Strašidla ve Spesartu, (1960, Das Spukschloss im Spessart), Německo, režie Kurt Hoffmann, hudební komedie na motivy Hauffových příběhů, v hlavní roli Liselotte Pulverová, volné pokračování filmu Hospoda ve Spessartu,
- Zlaté časy ve Spessartu , (1967, Herrliche Zeiten im Spessart), Německo, režie Kurt Hoffmann, hudební komedie na motivy Hauffových příběhů, v hlavní roli Liselotte Pulverová, volné pokračování filmu Strašidla ve Spesartu,
- Mladý lord (1968, Der junge Lord), Německo, režie Gustav Rudolf Sellner, podle pohádky Mladý Angličan,
- Malý Muk (1971, Der Kleine Muck), Rakousko, režie Otto Anton Eder, televizní film,
- Trpaslík Nos (1978, Der Zwerg Nase), Německá demokratická republika, režie Karl-Heinz Bahls, televizní film,
- Osvobození Fátimy (1982, Die Errettung Fatmes), Německo, režie Karl-Heinz Kramberg, televizní film,
- Ještě jedna Šeherezádina noc (1984, И ещё одна ночь Шехерезады), Sovětský svaz, režie Tahir Sabirov, televizní film,
- Falošný princ (1984, Československo, režie Dušan Rapoš, slovenský film,
- Klobouk, měšec a láska (1986, Československo, režie Jana Pokorná, televizní film podle Příběhu o malém Mukovi,
- Trpaslík Nos (1986, Der Zwerg Nase), Německá demokratická republika, režie Katja Georgi,
- Synovec-cizinec (1990, Племенникът-чужденец), Bulharsko, režie Mariana Evstatieva-Biolcheva, podle pohádky Mladý Angličan,
- Trpaslík Nos (2003, Карлик нос), Rusko, režie Ilja Maksimov, animovaný film,
- Trpaslík Nos (2008, Der Zwerg Nase), Německo, režie Felicitas Darschin, televizní film,

## Česká vydání
- Pěvkyně, Jan Hostivít Pospíšil, Hradec Králové 1849, přeložil Josef Antonín Šrůtek, znovu 1858,
- Arabské pohádky synům a dcerám vzdělanějších tříd, Theodor Mourek, Praha 1870, přeložil František Vlasák,
- Hospoda v lese Špessartském, Mikuláš a Knapp, Praha 1876, přeložil František Vlasák,
- Z kouzelné říše, Emil Šolc, Telč 1903, přeložil J. P.,
- Kytice z Hauffových pohádek, Emil Šolc, Telč 1903, přeložil J. P.,
- Hauffovy pohádky, Emil Šolc, Telč 1903, zpracování pro mládež, přeložil J. P.,
- Pohádky I. a II., Jan Otto, Praha 1903–1905, přeložila Teréza Turnerová,
- Studené srdce, M. Knapp, Praha 1909,
- O kalifu čápovi, Pohádka o malém Mukovi, Dělnická tiskárna, Praha 1911,
- Chladné srdce, František Topič, Praha 1911, přeložil Vojtěch Kristián Blahník,
- Othelo, Josef R. Vilímek, Praha 1916, přeložil Alfons Breska,
- Žebračka z Pont des Arts Toužimský, Praha 1919, přeložil Oskar Reindl, znovu Alois Hynek, Praha 1928,
- Hauffovy pohádky: Karavana, I. L. Kober, Praha 1919,
- Hospoda v lese spessartském, Vzdělání lidu, Pardubice 1924, přeložil František Linhart,
- Pohádky: Karavana, Kamilla Neumannová, Praha 1925, přeložil František Chmelař,
- Hauffovy pohádky, Šolc a Šimáček, Praha 1926, zpracování pro mládež, přeložil J. K.,
- Žebračka na Pont des Arts, Žid Süss, Přítel knihy, Praha 1929, přeložila O. Leiserová, znovu 1934,
- Hauffovy pohádky, K. Hloušek, Praha 1938,
- O malém Mukovi, Česká grafická unie, Praha 1939, přeložil Ladislav Hanus, znovu 1941,
- Nepravý princ, Kalif čápem, Ústřední učitelské nakladatelství a knihkupectví, Brno 1941, přeložil Petr Denk, znovu 1942,
- Karavana: Hauffovy pohádky, Melantrich, Praha 1941, přeložil Alois Machovec,
- Pohádky, Orbis, Praha 1944, přeložil František Hrubín,
- Karavana, SNDK, Praha 1957, přeložil František Hrubín, znovu Albatros, Praha 1973 a 1983,
- Pohádky, SNKLU, Praha 1963, přeložil Jiří Dusl,
- Chladné srdce, SNDK, Praha 1963, přeložila Jitka Bodláková,
- O kalifu čápovi, Albatros, Praha 1970, přeložil František Hrubín,
- Malý Muk, Artia, Praha 1973, přeložil František Hrubín, znovu Albatros, Praha 1976,
- Pohádky, Odeon, Praha 1985, přeložila Jitka Fučíková,
- Krejčík Labakan, Aventinum, Praha 1997, přeložil Jiři Dusl.

## Rozhlasové adaptace
- 1998 Falešný princ, úprava pro rozhlas podle Hauffovy pohádky Nepravý princ: Jaroslava Kubištová, dramaturgie: Václava Ledvinková, režie: Karel Weinlich, hráli: Boris Rösner, Jiří Langmajer, Veronika Gajerová, Bořivoj Navrátil, Linda Rybová, David Novotný, Jiří Plachý, Antonín Hardt, Hana Brothánková a Barbara Kodetová[1].
- 1996: Chladné srdce, na motivy Wilhelma Hauffa napsala Jaroslava Kubištová, režie: Michal Pavlík. účinkují: Václav Vydra, Vladimír Brabec, Růžena Merunková